# Ptychoptera wangae
Ptychoptera wangae is een muggensoort uit de familie van de glansmuggen (Ptychopteridae). De wetenschappelijke naam van de soort werd voor het eerst geldig gepubliceerd in 2013 door Kang, Yao & Yang.